# Piața Victoriei

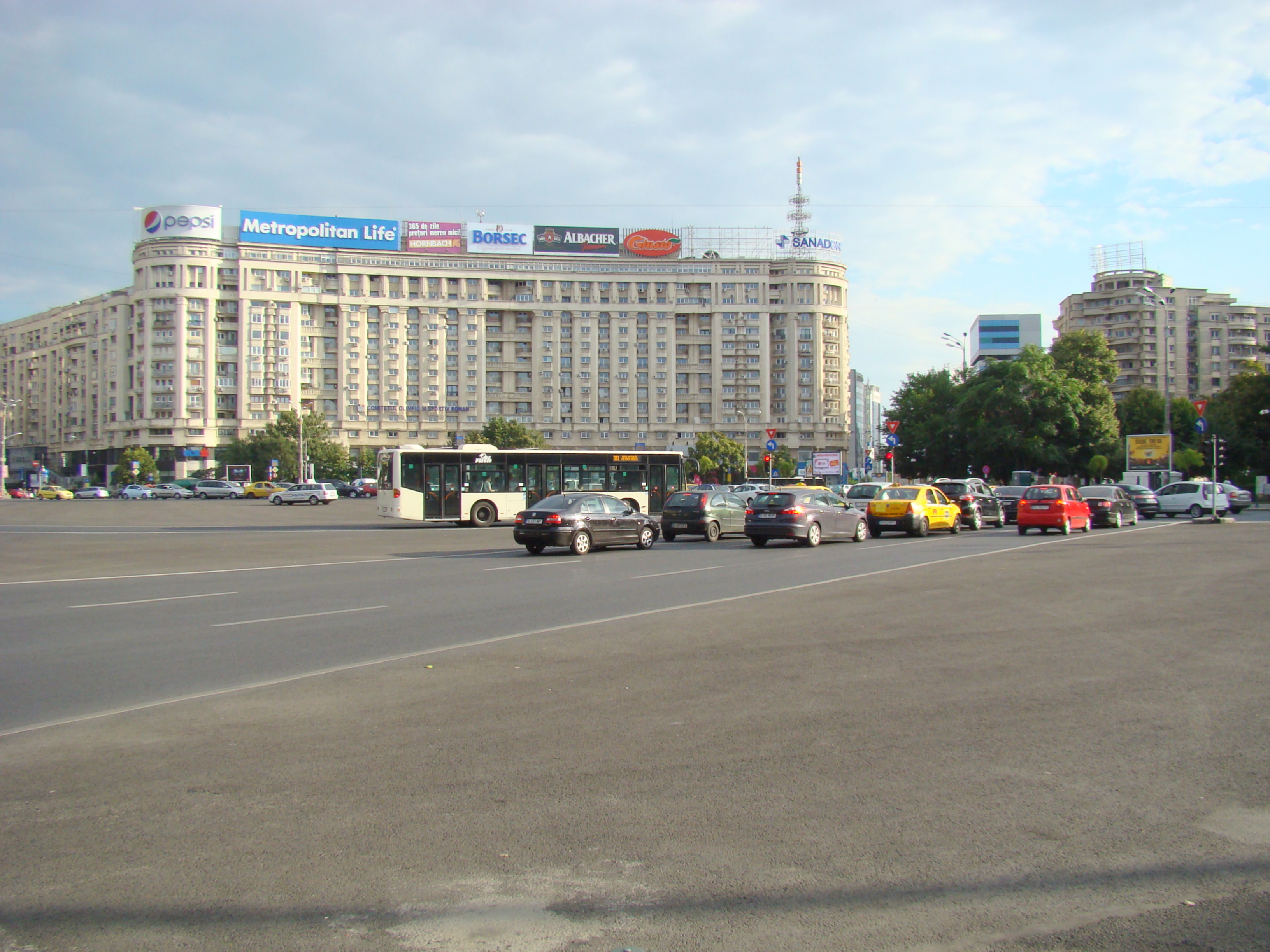
Piața Victoriei.

Piața Victoriei (en castellano: «Plaza de la Victoria») es un plaza de Bucarest, la capital de Rumanía. Se trata, a su vez, de la mayor intersección de la ciudad, pues en ella confluyen la Calea Victoriei, el Lascăr Catargiu Boulevard, el Iancu de Hunedoara Boulevard, la Șoseaua Kiseleff, el Ion Mihalache Boulevard y el Nicolae Titulescu Boulevard. Se encuentra en la zona céntrica de la ciudad, en el Sector 1.
En él se encuentra la sede del Gobierno de Rumanía, en el Palatul Victoria. Adyacente a esta plaza también se encuentra el Museo de Historia Natural Grigore Antipa.